# Tombøya
Tombøya est une île du lac Vansjø de la commune de Våler , dans le comté d'Østfold en Norvège.

## Description
L'île de 0,26 km2 est située dans la bassin est, proche de Moss. Elle a été habitée dès le XIXe siècle, mais depuis 2006 elle a été désertée et n'a plus de liaison routière. L'île reste une propriété privée.

## Zone protégée
Tombøya fait partie de la réserve naturelle de Sandå et Henestangen depuis 2014 avec la partie nord de l'île de Gressøya.